# Wolfgang Christian Weidner
Wolfgang Christian Weidner (* 4. Februar 1825 in Creglingen; † nach 1892) war ein württembergischer Oberamtmann.

## Leben
Weidner, Sohn eines Weinwirts und evangelischer Konfession, studierte von 1845 bis 1849 Rechts- und Staatswissenschaften in Tübingen. Er legte 1849 die erste und 1850 die zweite höhere Dienstprüfung ab.
Danach trat er in die württembergische Innenverwaltung ein. Er war von 1851 bis 1869 Aktuariatsverweser und dann Oberamtsaktuar in Öhringen. Von 1869 bis 1871 war er Sekretär bei der Ministerialabteilung für den Straßen- und Wasserbau. Von 1871 bis 1872 war er Oberamtsverweser in Brackenheim. Danach leitete er als Oberamtmann die Oberämter Welzheim von 1872 bis 1877 und Gaildorf von 1877 bis 1892. 1892 trat er mit dem Titel und Rang Regierungsrat in den Ruhestand. 

## Auszeichnungen
- 1881: Ritterkreuz 1. Klasse des Friedrichsordens